# Sophie Taillé-Polian
Pour les articles homonymes, voir Polian.
Sophie Taillé-Polian, née le 4 octobre 1974 à Ermont (Val-d'Oise), est une femme politique française.
Militante socialiste, élue locale à Villejuif, elle est successivement élue conseillère régionale et sénatrice en septembre 2017. Elle quitte le Parti socialiste en octobre 2018 et est désormais membre du parti Génération.s de Benoît Hamon. Elle est députée depuis 2022.

## Biographie
Sophie Taillé-Polian est née le 4 octobre 1974 en région parisienne à Ermont. Elle grandit dans les Yvelines[Où ?] et obtient son bac au lycée Claude-Debussy de Saint-Germain-en-Laye. 
Elle étudie à l’université de Nanterre où elle obtient une maîtrise d’histoire (1997) et un troisième cycle professionnel sur les politiques culturelles (1999).

### Parcours politique
Elle est présente sur la liste d'Harlem Désir aux élections européennes de 2004, en Île-de-France mais n'est pas élue.
Elle se présente en 2011 aux élections cantonales dans le canton de Villejuif-Est avec François Labat d’Europe Écologie Les Verts et se retire au second tour après avoir fait 24 % au premier tour.
En 2014, après la défaite, face à une large union droite-centre-PS dissidents-écologistes, de la liste PCF-PS sur laquelle elle s'était présentée. 
Elle est la suppléante d'Hélène de Comarmond lors des élections législatives de 2017,.
Le 24 septembre 2017, elle est élue sénatrice du Val-de-Marne pour le compte du Parti socialiste. À la suite de cette élection, elle démissionne de son mandat au conseil régional d'Île-de-France et reste conseillère municipale de Villejuif.
En octobre 2018, elle annonce quitter le Parti socialiste pour rejoindre le parti de Benoît Hamon. 
Le 27 novembre 2020 elle est élue coordinatrice nationale de Génération.s avec 68,71% des suffrages des adhérents aux côtés de Benjamin Lucas .
Sophie Taillé-Polian se présente à la députation dans la 11e circonscription du Val-de-Marne, comprenant Villejuif, où elle est élue locale. Soutenue par les partis composant la NUPES, elle obtient 48,83 % des voix au premier tour et est élue au second avec 63,32 % des voix (27,66 % des inscrits). Elle démissionne alors de son mandat de sénatrice.
Active sur le sujet du pluralisme des médias, elle soutient et promeut de manière transpartisane plusieurs garanties d’indépendance en faveur des entreprises de presse, notamment la suite de la crise au Journal du dimanche en 2023. En février 2024, avec la directrice du « Mouvement » Latifa Oulkhouir, ancienne dirigeante du Bondy Blog, elle lance une pétition contre le renouvellement des fréquences des chaînes de télévision CNews et C8. Le sujet du renouvellement des fréquences TNT fait l'objet d'une commission d'enquête à l'Assemblée, lancée par les députés LFI, commission dont Sophie Taillé-Polian est membre. Elle est également auteure d'une proposition de loi alourdissant les droits de succession dus par les plus aisés, avec un fléchage politique des sommes générées pour soutenir l'élargissement du revenu de solidarité active aux moins de 25 ans.
Après la dissolution décidée par le Président de la République Emmanuel Macron, elle se représente avec l'investiture du Nouveau Front populaire. Elle est réélue dès le premier tour avec 57,36 % des suffrages exprimés